# Ларрі-кабельник
Деніель Лоуренс Вітні, більш відомий під сценічним псевдонімом Ларрі-кабельник (нар. 17 лютого 1963) — американський стендап-комік, актор кіно та дубляжу і радіоведучий. Став відомим у складі комедійної трупи Blue Collar Comedy Tour. Вважається одним з найпопулярніших американських коміків сучасності.

## Біографія
Народився на свинофермі біля містечка Пауні-Сіті, Небраска. Освіту отримав у баптистському коледжі, потім провчився семестр в Університеті штату Небраски, але був відрахований і вирішив стати коміком. Протягом усієї своєї кар'єри виступає під сценічним ім'ям «Ларрі-кабельник» і постає перед глядачами в образі типового реднека, що розмовляє з сильними південним акцентом (при цьому намагаючись розмовляти з ним навіть поза сценою) і в своїх виступах часто зачіпаючи всілякі гострі політичні та соціальні проблеми. Два альбоми з його комедійними виступами, Lord, I Apologize (2001) і The Right to Bare Arms (2005), мають у США золотий сертифікат.
Одружений, має двох дітей. Володіє власною фермою. Активно займається благодійністю, наприклад, пожертвував 5 мільйонів доларів дитячій лікарні і регулярно допомагає шкільному театральному гуртку в своєму рідному містечку, де його ім'ям названа одна з вулиць.